# Skave
Skave is een plaats (by) in de Deense regio Midden-Jutland, en maakt deel uit van de gemeente Holstebro. Skave telt 473 inwoners (2007).